# Paolo Carosi
Paolo Carosi (* 8. April 1938 in Tivoli; † 15. März 2010 in Rom) war ein italienischer Fußballspieler und späterer -trainer. Als Aktiver unter anderem für Lazio Rom und Udinese Calcio am Ball, coachte er später neben Lazio auch die US Avellino oder die AC Florenz.

## Spielerkarriere
Paolo Carosi, geboren am achten April 1938 in Tivoli, einer Stadt in der mittelitalienischen Region Latium, begann mit dem Fußballspielen beim in seiner Heimatstadt ansässigen Klub AS Tivoli. Dort besuchte er erst die Jugendabteilung und spielte von 1957 bis 1958 schließlich auch ein Jahr in der ersten Mannschaft seines Vereins. Dort spielend, wurde der Hauptstadtklub Lazio Rom auf den jungen Mittelfeldspieler aufmerksam. So wurde Carosi im Sommer 1958 mit zwanzig Jahren von Lazio unter Vertrag genommen. Er verbrachte in der Folge bis 1968 neun Jahre bei diesem Verein, einzig unterbrochen durch eine einjährige Ausleihe an Udinese Calcio in der Spielzeit 1962/63. Für Lazio Rom stand Paolo Carosi in diesen neun Jahren in insgesamt 174 Ligaspielen auf dem Platz, in denen ihm insgesamt zwei Torerfolge gelangen. Mit seiner Mannschaft zog Carosi in der Saison 1960/61 ins Endspiel der Coppa Italia ein, wo man jedoch mit 0:2 dem AC Florenz unterlegen war. Paolo Carosi stand dabei in diesem Endspiel auf dem Platz, während er das siegreiche Finale von Lazio in der Coppa Italia 1958 verpasst hatte, da er erst einige Wochen danach zum Verein stieß. Dieser befand sich zum Zeitpunkt der Verpflichtung Paolo Carosis in der Serie A, erlebte aber in den darauffolgenden Jahren auch einige Jahre Zweitligafußball. Im Jahr des Erreichens des Pokalfinals stieg Lazio als Tabellenletzter mit gerade einmal achtzehn erreichten Saisonpunkten in die Serie B ab und verpasste dort im ersten Jahr den Wiederaufstieg. Erst 1962/63, als Paolo Carosi die Spielzeit in Udine verbrachte und dort bei Lazios Ligakonkurrent 29 Mal im Saisonverlauf eingesetzt wurde, gelang seinem Stammverein die Rückkehr in die Erstklassigkeit. Dort hielt man sich bis 1967, ehe der abermalige Abstieg folgte. Danach spielte Paolo Carosi noch ein Jahr für Lazio Rom in der Serie B, ehe er seinen Arbeitgeber im Sommer 1968 nach Platz elf in der zweiten italienischen Liga verließ.
Carosi ging für ein Jahr zu Ligakonkurrent CC Catania, wo er im Saisonverlauf 1968/69 jedoch nur neunmal eingesetzt wurde. Daraufhin schloss er sich dem damaligen Viertligisten L’Aquila Calcio an, wo er noch ein Jahr Fußball spielte und schließlich im Sommer 1970 seine fußballerische Laufbahn im Alter von 32 Jahren beendete.

## Trainerkarriere
Nach dem Ende seiner Karriere als aktiver Fußballspieler kehrte Paolo Carosi zunächst zu Lazio Rom zurück, um das Traineramt bei der Jugendmannschaft des Vereins zu übernehmen. In dieser Funktion arbeitete er von 1972 bis 1977 und gehörte damit zum Verein, als dieser seine erfolgreiche Phase in den 1970er Jahren hatte. Unter Trainer Tommaso Maestrelli holte Lazio 1974 erstmals in seiner Geschichte die italienische Fußballmeisterschaft.
1977 unterschrieb Paolo Carosi einen Vertrag beim Zweitligisten US Avellino. In Kampanien hatte Carosi großen Erfolg und führte seine Mannschaft auf den dritten Platz in der Serie B 1977/78, einzig hinter Ascoli Calcio und der US Catanzaro. Dies bedeutete erstmals in der Geschichte der US Avellino den Aufstieg in die Serie A, in der sich der Verein in der Folge zehn Jahre bis zum Abstieg 1988 halten sollte. Bis heute ist Paolo Carosi der einzige Aufstiegstrainer des mittlerweile in AS Avellino 1912 umbenannten Vereins, der seit 1988 nicht wieder in die Serie A zurückkehren konnte, mittlerweile aber nach langen Jahren finanzieller Schwierigkeiten wieder zweitklassig agiert.
Als Aufstiegstrainer verließ Paolo Carosi Avellino nach nur einem Jahr wieder, sein Nachfolger wurde Rino Marchesi, der den Verein in der ersten Liga etablieren konnte. Carosi übernahm das vakante Traineramt beim AC Florenz, wo er in der Folge drei Jahre arbeitete. In den ersten beiden Spielzeiten wurden jeweils Platzierungen im oberen Tabellendrittel erzielt, es reichte jedoch nicht dafür, im Kampf um die Meisterschaft einzugreifen. In der Serie A 1980/81 wurde Carosi etwa zur Saisonmitte durch den ehemaligen Fiorentina-Akteur Giancarlo De Sisti ersetzt, der den Klub erneut auf Platz fünf führte. Von 1981 bis 1982 coachte Paolo Carosi daraufhin Cagliari Calcio und erreichte mit dem Verein nur mit einem Punkt Vorsprung einen Nichtabstiegsplatz. Im Folgejahr übernahm Carosi bei Erstligaabsteiger FC Bologna im Laufe der Saison von Alfredo Magni. Dreizehn Spieltage später wurde er wieder entlassen, Bologna stieg am Ende der Saison sofort in die Serie C1 ab. Im gleichen Jahr war Lazio Rom in die Serie A zurückgekehrt, nach nur zwölf Spieltagen wurde der argentinische Trainer Juan Carlos Morrone jedoch schon entlassen. Lazio engagierte Paolo Carosi als neuen Übungsleiter und sicherte sich im Saisonverlauf knapp den Klassenerhalt. Im Folgejahr wurde Carosi nach nur zwei Spieltagen selbst entlassen und durch seinen Vorgänger im Amt ersetzt. 1986 hatte er schließlich seine letzte Trainerstation bei Calcio Monza, stieg mit dem Verein jedoch in die dritte Liga ab.

## Erfolge
- Campionato Primavera: 1×

1975/76 mit Lazio Rom